# Стів Коріка
Стів Коріка (англ. Stephen Christopher Corica; нар. 24 березня 1973, Іннісфейл) — австралійський футболіст, що грав на позиції півзахисника. Учасник Олімпійських ігор 1992 і 1996 років. В даний час тренує молодіжну команду «Сіднея».

## Клубна кар'єра
Корика почав кар'єру в клубі «Марконі Сталліонс». Він виступав за команду протягом п'яти сезонів і допоміг їй стати чемпіоном Національної ліги.

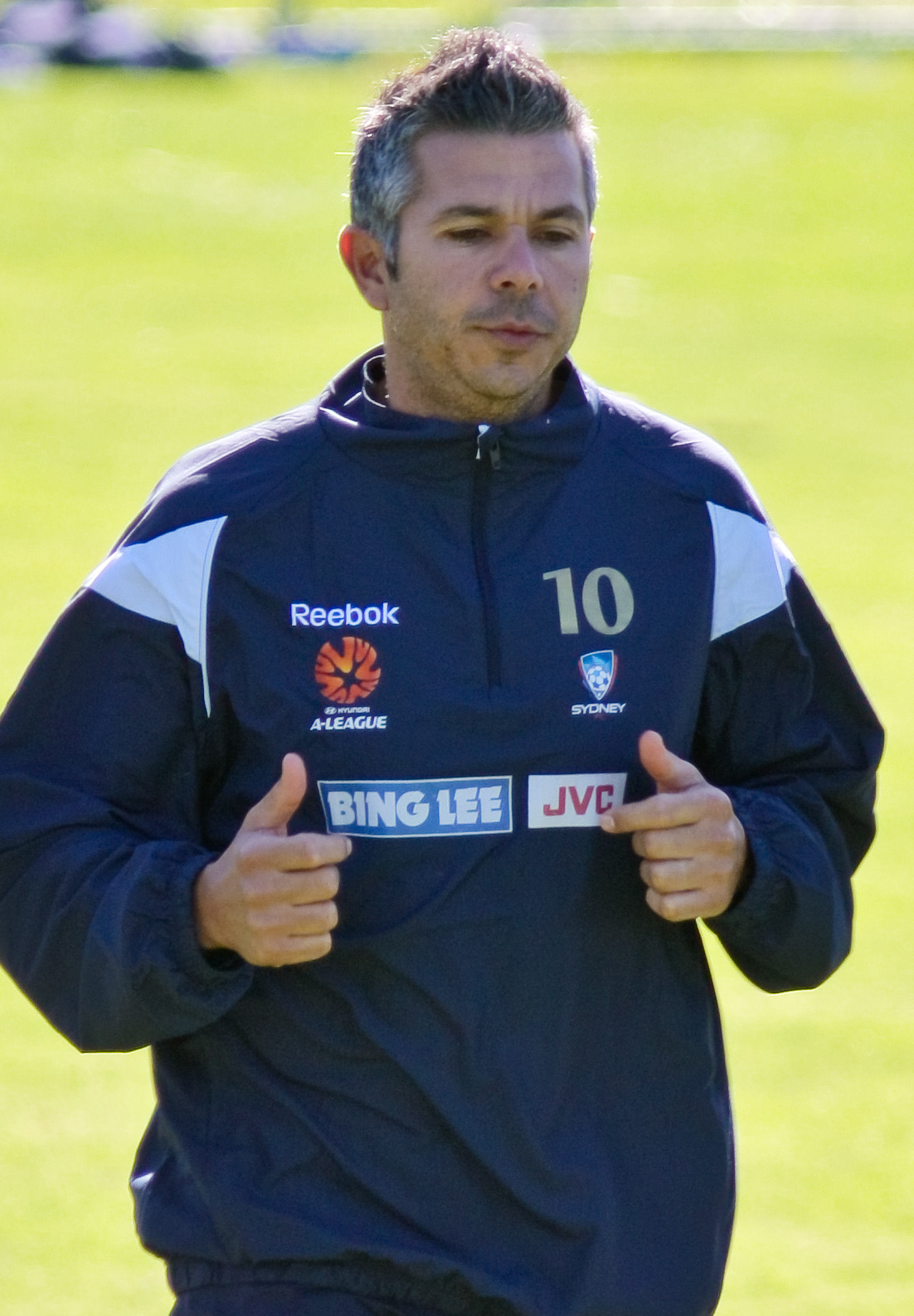
Коріка у складі «Сіднея»

В 1995 році Стів перейшов до англійського «Лестер Сіті» з другого за рівнем дивізіону, разом зі своїм співвітчизником Желько Калачем. 12 серпня 1995 року він дебютував за «лисів», в першому ж матчі забивши гол.
У 1996 році тренер «Лестера» Марк Макгі очолив «Вулвергемптон Вондерерз» і запросив туди Коріку. Сума трансферу склала 1,1 млн фунтів. Макгі хотів підписати і Калача, але угода зірвалася. За чотири сезони Стів став одним з лідерів клубу зігравши більше 100 матчів за «вовків».
У 2000 році Коріка прийняв запрошення японського клубу «Санфречче Хіросіма». Після двох сезонів у Джей-лізі він повернувся в Англію, підписавши контракт з клубом «Волсолл», провівши ще три сезони у другому за рівнем дивізіоні.
У 2005 році Стів повернувся на батьківщину і став футболістом «Сіднея». У 2009 році він допоміг команді виграти А-Лігу і Кубок чемпіонів ОФК. У 2010 році Коріка завершив кар'єру.

## Виступи за збірну
У 1989 році Стів складі юнацької збірної Австралії взяв участь у юнацькому чемпіонаті світу у Шотландії.
У 1991 році Коріка виступав на молодіжному чемпіонаті світу у Португалії.
У 1992 році в складі олімпійської збірної він взяв участь у Олімпійських іграх у Барселоні. На турнірі Стів зіграв у матчах проти команд Мексики та Гани.
У 1993 році Коріка дебютував за збірну Австралії. 15 лютого 1995 року у товариському матчі проти збірної Японії Стів забив свій перший гол за національну команду. У 1996 році він вдруге взяв участь у Олімпійських іграх у Атланті. На турнірі Коріка зіграв у матчах проти Франції, Саудівської Аравії та Іспанії.
У 2000 році Стів став володарем Кубка націй ОФК. У 2001 році він взяв участь у Кубку конфедерацій у Японії і Південної Кореї. На турнірі Коріка зіграв у матчах проти команд Мексики, Франції, Південної Кореї, Японії та Бразилії.

## Тренерська кар'єра
Після завершення ігрової кар'єри залишився у «Сіднеї», де з 2010 року став працювати з молодіжною командою. З наступного року став працювати асистентом у основній команді, а 2012 року недовго був виконувачем обов'язків головного тренера.

## Статистика
| Збірна Австралії | Збірна Австралії | Збірна Австралії |
| Роки             | Ігри             | голи             |
| ---------------- | ---------------- | ---------------- |
| 1993             | 4                | 0                |
| 1994             | 0                | 0                |
| 1995             | 6                | 1                |
| 1996             | 2                | 0                |
| 1997             | 1                | 0                |
| 1998             | 0                | 0                |
| 1999             | 0                | 0                |
| 2000             | 8                | 2                |
| 2001             | 10               | 2                |
| 2002             | 0                | 0                |
| 2003             | 0                | 0                |
| 2004             | 0                | 0                |
| 2005             | 0                | 0                |
| 2006             | 1                | 0                |
| Усього           | 32               | 5                |

### Голи за збірну Австралії
| #   | Дата                | Місце                                             | Противник | Рахунок | Результат | Змагання                |
| --- | ------------------- | ------------------------------------------------- | --------- | ------- | --------- | ----------------------- |
| 01. | 15 лютого 1995 року | Сіднейський футбольний стадіон, Сідней, Австралія | Японії    | 2:1     | 2:1       | Товариський матч        |
| 02. | 9 лютого 2000       | Плая-Анча, Вальпараїсо, Чилі                      | Чилі      | 1:1     | 2:1       | Товариський матч        |
| 03. | 19 червня 2000 року | Папеете, Таїті                                    | Таїті     | 0:13    | 0:17      | Кубок націй ОФК 2000    |
| 04. | 28 лютого 2001      | Ель-Кампін, Богота, Колумбія                      | Колумбія  | 3:1     | 3:2       | Товариський матч        |
| 05. | 14 квітня 2001 року | Кофс-Харбор, Кофс-Харбор, Австралія               | Фіджі     | 1:0     | 2:0       | Кваліфікація на ЧС-2002 |

## Досягнення

### Гравець

#### Командні
«Марконі Сталліонс»
- Переможець Національної футбольної ліги: 1992/93

 «Сідней»
- Чемпіон Австралії: 2009/10
- Переможець Ліги чемпіонів ОФК: 2004/05

#### Міжнародні
Австралія
- Переможець Юнацького чемпіонату ОФК: 1989
- Переможець Молодіжного чемпіонату ОФК: 1990
- Володар Кубка націй ОФК: 2000
- Бронзовий призер Кубка конфедерацій: 2001

### Тренер
- Чемпіон Австралії (2):

«Сідней»: 2018-2019, 2019-2020
- Володар Кубка Австралії (1):

«Сідней»: 2023